# Блокер, Дэн
Дэн Бло́кер (англ. Dan Blocker; 10 декабря 1928, Боуи, Техас — 13 мая 1972, Лос-Анджелес, Калифорния) — американский актёр кино и телевидения. Наиболее запомнился зрителю исполнением роли Хосса Картрайта в сериале «Бонанза» (415 эпизодов за 13 лет).

## Биография
Бобби Дэн Дэвис Блокер родился 10 декабря 1928 года в городке Ди-Кэб (Техас, США). Отца звали Ора «Шэк» Блокер (1895—1960), мать — Мэри Аризона Блокер (до брака — Дэвис; 1901—1998). В 1934 году семья переехала в другой конец Техаса, в городок О’Доннелл, где они открыли продуктовый магазинчик.
Блокер окончил Техасский военный институт (ныне — колледж), в который был отправлен на обучение с 12 лет (в этом возрасте его рост уже составлял 183 см, а вес — 91 кг). Юноша с детства увлекался футболом, с 17 лет играл за команду Университета Хардин-Симмонс, который окончил со степенью бакалавр английского языка. С 1947 по 1950 год учился в колледже (ныне — университет) Сал-Росс, который окончил со степенью магистр драматических искусств. В студенческие годы подрабатывал ведущим-конферансье на родео и вышибалой в барах, так как имел рост 193 сантиметра и весил 140 килограммов (вес Дэна Блокера при рождении составил 6,35 кг, из-за чего он сразу получил неофициальный титул «самый тяжёлый новорожденный округа Боуи»). Позднее, в отдельные моменты жизни, вес актёра достигал 166 килограммов; известно что обычный его завтрак состоял из дюжины яиц, двух батонов хлеба и двух кварт молока.
С 1953 по 1958 год Блокер преподавал историю в старшей школе в городе Сонора (Техас), позднее он также преподавал в начальной школе в городе Карлсбад (Нью-Мексико), а потом — в Калифорнии. В этом штате, в городе Инглвуд, Блокер, став успешным актёром, купил особняк в стиле Тюдоров площадью 560 м², где жил с женой и четырьмя детьми.
В 1965 и 1966 годах участвовал в автогонках Mid-Ohio Sports Car Challenge на автомобиле Chevrolet Chevelle, подаренном ему спонсором сериала «Бонанза», компанией Chevrolet.
Блокер в течение всей жизни исповедовал «Свободный Методизм».
Блокер скончался 13 мая 1972 года в Лос-Анджелесе от тромбоэмболии лёгочной артерии, вызванной операцией на желчном пузыре. Продюсеры «Бонанцы», в которой Блокер играл главную роль вот уже 13 лет, срочно ввели смерть его героя в сценарий, а 16 января 1973 года в эфир вышел последний эпизод сериала, так как с исчезновением из истории добродушного здоровяка Хосса Картрайта рейтинг сериала резко упал. Актёр похоронен в родном городе Ди-Кэб.

### Служба в армии
С 1950 по 1952 год Блокер служил в армии, в звании пехотного сержанта участвовал в Корейской войне (179-й полк 45-й дивизии). Был ранен, за что получил медаль «Пурпурное сердце». Позднее Блокер стал обладателем медалей «За службу национальной обороне», «За службу в Корее», «За службу ООН в Корее», «За службу на Корейской войне», получил «Благодарность президента Республики Корея» и «Значок боевого пехотинца».

### Карьера в кино и на телевидении
В 1955 году Блокер сыграл без указания в титрах эпизодическую роль гориллы в короткометражном фильме «Поймай жулика». Два года спустя он впервые появился на телеэкранах, в одном эпизоде сериала «Шериф Кочиса», и с этого момента снимался в кино и на телевидении постоянно до самой своей смерти в 1972 году. С 1959 по 1972 года исполнял роль Хосса Картрайта в сериале «Бонанза» (415 эпизодов за 13 лет). На волне этого успеха, с 1965 года Блокер стал совладельцем сети ресторанов быстрого питания Ponderosa Steakhouse and Bonanza Steakhouse.
В 1963 году Блокера пригласили сыграть роль майора Т. Дж. Конга в ленте, позднее ставшей очень известной, «Доктор Стрейнджлав, или Как я перестал бояться и полюбил бомбу». Однако агент Блокера отверг сценарий как «слишком коммуняцкий» (англ. too pinko — в США в годы Холодной войны так называли человека, испытывающего симпатии к коммунизму). В итоге эту роль получил другой известный актёр, Слим Пикенс.

### Личная жизнь
25 августа 1952 года Дэн Блокер женился на девушке по имени Дольфия Ли Паркер, с которой он познакомился ещё обучаясь в колледже (ныне — университет) Сал-Росс. Пара прожила вместе почти 20 лет, до самой смерти актёра. От этого брака остались две дочери и двое сыновей. Поскольку имена обоих родителей начинались на букву «Д», всем детям они дали имена, также начинающиеся с этой буквы:
- Дебра Ли (стала художницей) и Данна Линн — дочери-близнецы, родились в 1953 году
- Дэвид[англ.] (род. 1955) — стал кино- и телепродюсером[11]
- Дирк (род. 1957) — стал актёром кино и телевидения[12]

## Награды и признание
- Медали:
  - «Пурпурное сердце»[3]
  - «За службу национальной обороне»
  - «За службу в Корее»
  - «За службу ООН в Корее»
  - «За службу на Корейской войне»
- «Благодарность президента Республики Корея»
- «Значок боевого пехотинца»
- Постоянная экспозиция в O'Donnell Heritage Museum (Техас), в том же городе установлен его бюст[5][6]
- «Пляж Дэна Блокера» в городе Малибу (Калифорния)[13][14]
- 1969 — Премия «Бэмби» (Германия) в категории «Международный телесериал» за роль в сериале «Бонанза» (совместно с ещё тремя актёрами) — победа.
- 1970 — Премия «Наследие вестерна»[англ.] (Бронзовый рэнглер[англ.]) в категории «Вымышленная телевизионная драма» за роль в эпизоде The Wish сериала «Бонанза» (совместно с ещё десятью актёрами) — победа.
- 1997 — звезда на «Западно-Техасской аллее славы» (посмертно)

## Избранная фильмография
Широкий экран
- 1957 — Чёрная повязка[англ.] / Black Patch — кузнец (в титрах не указан)
- 1957 — Девушка в чёрных чулках[англ.] / The Girl in Black Stockings — Майк, бармен
- 1957 — На мушке[англ.] / Gunsight Ridge — бармен (в титрах не указан)
- 1957 — Дрожалки из глубокого космоса[англ.] / Outer Space Jitters — зомби (к/м; в титрах ошибочно указан как Дон Блокер)
- 1961 — Посыльный[англ.] / The Errand Boy — Хосс Картрайт из сериала «Бонанза»[15] (в титрах не указан)
- 1963 — Приди и протруби в свой рог[англ.] / Come Blow Your Horn — мистер Экман
- 1968 — Девушка в цементе[англ.] / Lady in Cement — Вальдо Гронски

Телевидение
- 1956, 1958 — Театр 90[англ.] / Playhouse 90 — Льюис (в 2 эпизодах)
- 1956, 1958 — Дымок из ствола / Gunsmoke — разные роли (в 2 эпизодах)
- 1957 — Шериф Кочиса[англ.] / Sheriff of Cochise — бармен (в эпизоде Grandfather Grandson)
- 1957 — Сержант Престон из Юкона[англ.] / Sergeant Preston of the Yukon — «Мул» Конклин (в эпизоде Underground Ambush)
- 1957 — Истории Уэллса Фарго[англ.] / Tales of Wells Fargo — Джо Парди (в эпизоде Renegade Raiders)
- 1957 — Кольт 45-го калибра[англ.] / Colt .45 — Уилл (в эпизоде A Time to Die)
- 1957—1958 — Шайенны[англ.] / Cheyenne — разные роли (в 2 эпизодах)
- 1957—1958 — Неутомимый ствол[англ.] / The Restless Gun — разные роли (в 5 эпизодах)
- 1958 — Театр Зейна Грея[англ.] / Zane Grey Theatre — Мэтт (в эпизоде Man Unforgiving)
- 1958 — Караван повозок[англ.] / Wagon Train — сержант Бродерик (в эпизоде The Dora Gray Story)
- 1958 — Сахарная Нога[англ.] / Sugarfoot — Бош (в эпизоде Deadlock)
- 1958 — Ричард Даймонд, частный детектив[англ.] / Richard Diamond, Private Detective — Клауди Симс (в эпизоде Rodeo)
- 1958 — Есть оружие — будут и путешествия[англ.] / Have Gun – Will Travel — Джо, вор (в эпизоде Gun Shy)
- 1958 — Худой человек[англ.] / The Thin Man — Рози (в эпизоде The Departed Doctor)
- 1958 — Зорро[англ.] / Zorro — кузнец (в эпизоде The Señorita Makes a Choice; в титрах не указан)
- 1958 — Маверик / Maverick — Хогноус М. Хьюз (в эпизоде The Jail at Junction Flats)
- 1958 — Стрелок[англ.] / The Rifleman — Пит Снайп (в эпизоде The Sister)
- 1958—1959 — Симаррон-Сити[англ.] / Cimarron City — Тини и Карл Бадингеры (в 15 эпизодах)
- 1959 — Театр Уэстингхаус Десилу[англ.] / Westinghouse Desilu Playhouse — герцог (в эпизоде Chez Rouge)
- 1959 — Мятежник[англ.] / The Rebel — Дел Пирс (в эпизоде Johnny Yuma)
- 1959—1972 — Бонанза / Bonanza — Хосс Картрайт (в 415 эпизодах)
- 1970 — Шоу Красного Скелета[англ.] / The Red Skelton Show — Маленький Вилли (в выпуске The Dan Blocker Show)

- Дэн Блокер со своими четырьмя детьми, начало 1960-х.
- Слева направо: Вон Монро, Сьюзи Скотт и Дэн Блокер. «Бонанза», 1962.
- Сверху вниз: Лорн Грин[англ.], Дэн Блокер, Майкл Лэндон и Пернелл Робертс[англ.]. «Бонанза», 1962.
- «Магазинчик Блокера» (ныне не работает) в городке О’Доннелл[англ.]
- Памятная табличка в О’Доннелле
- В 1997 году Дэн Блокер получил звезду на «Западно-Техасской аллее славы»